# Doctor To Doctor
Doctor to Doctor (D2D) war ein Übertragungsstandard in der Telemedizin, der für gesicherte und vertrauliche medizinische Datenübertragung zwischen Ärzten untereinander und der Kassenärztlichen Vereinigungen diente, 2016 abgelöst durch das Nachfolgesystem "KV Connect".  KV Connect bietet eine weitgehend identische Funktionalität, basiert aber auf neueren Standards als das 15 Jahre alte D2D, vor allem wurde auf moderne Sicherheitsstandards aktualisiert.
KV-Connect wurde und wird entwickelt und betrieben von der KV-Telematik GmbH, einer 100%igen Tochter der Kassenärztlichen Bundesvereinigung (KBV).
D2D war lange Zeit alternativ über ISDN-Direkteinwahl oder KV-SafeNet nutzbar, später nur noch über KV-Safenet.
D2D wurde speziell für das deutsche Gesundheitswesen im Auftrag der KVen entwickelt und später von der KBV übernommen. Der Standard beherrschte die drei im deutschen Gesundheitssystem benötigten elektronischen Versandarten:
- Adressiert (DMP-Bericht, Abrechnung …),
- Gerichtet (Überweisung, Arztbrief, Rezept …) und
- Ungerichtet (Patienten- oder Fallakte).

Die wichtigsten Anwendungen waren elektronisches DMP (Disease-Management-Programm), Online-KV-Abrechnung, DALE-UV (Datenaustausch mit Leistungserbringern in der gesetzlichen Unfallversicherung), elektronischer Arztbrief sowie elektronische Dokumentation zur Früherkennungskoloskopie. Neben einigen weiteren kleineren Anwendungen hatte in den letzten Jahren der Austausch von Arztbriefen zwischen Fachärzten, Krankenhäusern und Allgemeinmedizinern an Bedeutung zugenommen.
Da D2D vertrauliche Patienteninformationen übertragen hat, war Sicherheit ein sehr wichtiges Thema. Während der Übertragung und während der Speicherung waren alle Daten auf dem Übertragungsweg und auf den Servern "Ende-zu-Ende"-verschlüsselt. Zudem wurden alle Daten elektronisch signiert, sodass jederzeit die Originalquelle der Informationen feststell- und nachweisbar war. Unversehrtheit und Authentizität der Daten wurden durch zusätzliche Transport-Signaturen sichergestellt. Die D2D-Entwicklung erfolgte in ständigem Dialog mit den zuständigen Datenschutzbehörden der Länder.
D2D basierte auf dem von der Fraunhofer-Gesellschaft entwickelten technischen System PaDok – Patientenbegleitende Dokumentation.
Ende 2015 gab es bundesweit ca. 10.000 D2D-User, die pro Jahr etwa 5 Mio. Transaktionen in den verschiedenen Anwendungen über D2D abgewickelt haben. In den letzten 10 Jahren des Betriebs gab es fünf verbundene D2D-Server (Standorte: Düsseldorf, Stuttgart, München, Hannover und Dortmund), über welche die Ärzte und Psychotherapeuten sich in den D2D-Dienst einwählen konnten.

## Abschaltung Ende November 2016
Ende November werden die 5 Server, die das Rückgrat von D2D gebildet haben, endgültig abgeschaltet und der Dienst damit stillgelegt. Alle Nutzer hatten die Möglichkeit, mit ihren Systemen ohne größere (für die Anwender sichtbare) Funktionsänderungen auf den neuen Standard KV Connect zu migrieren und ein großer Teil der vormaligen D2D-Nutzer nutzte hat diese Möglichkeit.

## Weitere Bedeutungen
Die Abkürzung D2D hat daneben weitere Bedeutungen, unter anderem:
- Distributor to Distributor
- Developer to Developer (in der Softwareentwicklung)
- Door to Door (Haustürgeschäfte im Direktvertrieb)